# Señal abierta

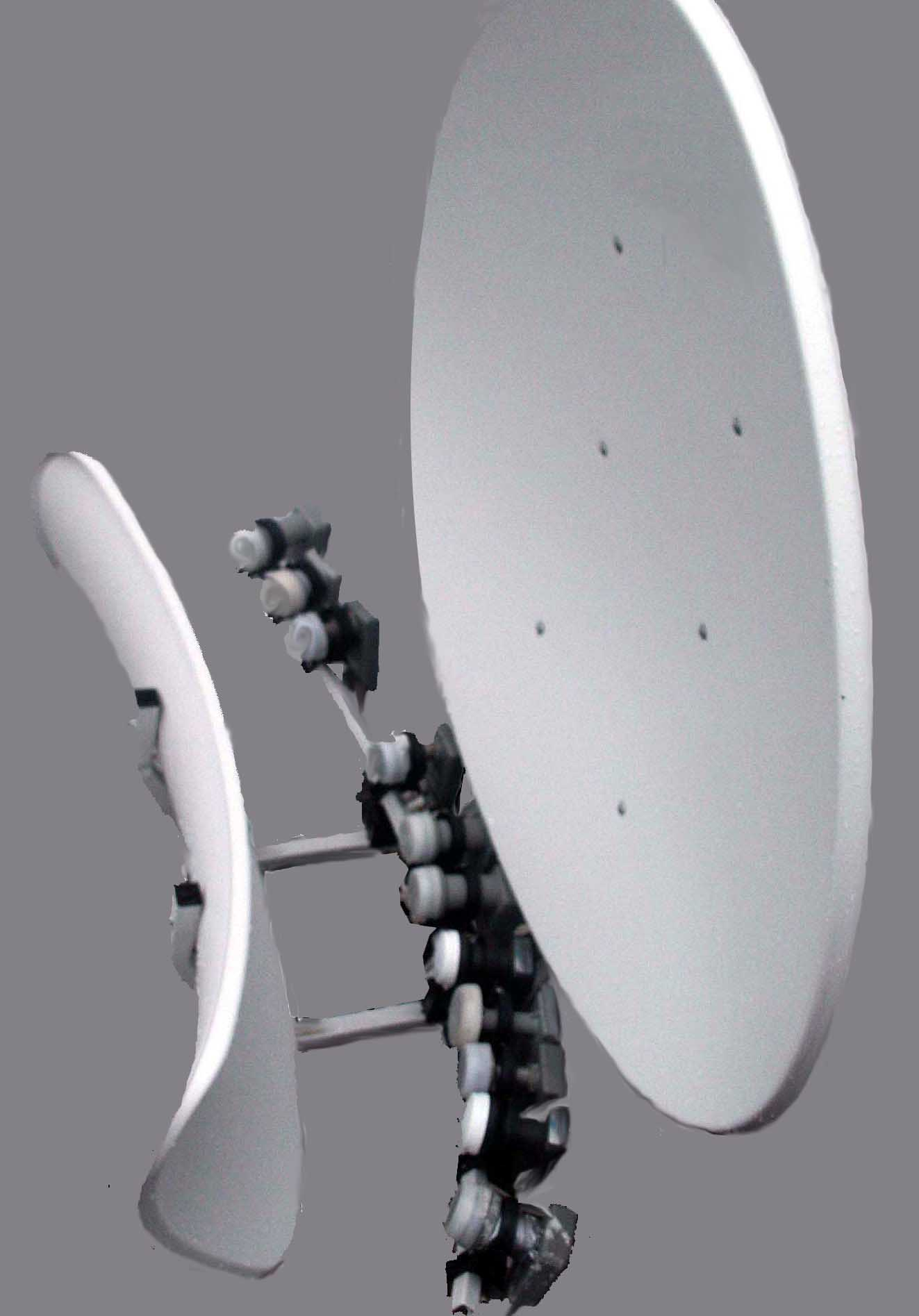
Antena parabólica de 90 cm, WaveFrontier Toroidal T55 T90

Se denomina como señal abierta (del inglés free-to-air, FTA) a las transmisiones de radio y televisión no cifradas, que permiten a una persona con el equipo necesario recibir y ver o escuchar el contenido de ellas sin una suscripción o costo de por medio (como el pago por visión). Un ejemplo son las señales de radio terrestre que pueden ser captadas por una antena.
También se les considera como señal abierta a las señales de canales o cadenas de televisión que transmiten contenido los cuales no necesitan una suscripción para ser vistos, aunque estos sean distribuidos hacia el espectador por una proveedora que sí cobra una suscripción, como en la televisión por cable, por satélite o por internet. En ciertas zonas, estas proveedoras podrían estar obligadas a transmitir canales en abierto aún si una suscripción de por medio no estuviera disponible (suponiendo que se encuentra disponible el equipo necesario), especialmente en situaciones donde estos canales son usados para transmitir mensajes de emergencia, parecido al servicio telefónico de emergencia 1-1-2 ofrecido por operadoras celulares y fabricantes.
Las señales free-to-view (FTV) se encuentran generalmente disponibles sin una suscripción necesaria pero están encriptadas digitalmente y limitadas geográficamente. Estas se acceden mediante un decodificador con una tarjeta que da gratuitamente la entidad detrás de tales señales (en su mayoría, el Estado) solo para su recepción por la población local de un país.
Las señales abiertas se usan en la radiodifusión internacional, haciéndola un equivalente de vídeo de radio de onda corta.

## Financiación
Aunque sea descrita como un servicio gratis, el costo de los servicios FTA se subsanan de la siguiente forma:
- Financiamiento de los contribuyentes
- Con la implementación del canon televisivo para los costes de transmisión y producción (ejemplo: la BBC)
- Con una donación voluntaria para los costes de transmisión y producción (ejemplo: la PBS)
- Con anuncios comerciales para los costes de transmisión y producción, con ingresos excedentes devueltos al gobierno (ejemplo: CBC Television en Canadá, SBS en Australia y TVNZ en Nueva Zelanda).
- Con anuncios comerciales (según presencia geográfica, ya sea nacional o local; según corresponde) ya sea directamente o a través de patrocinios, menciones comerciales entre otros; donde el excedente es aprovechado internamente (verbigracia: Televisa y TV Azteca en México).
- Patrocinio comercial.
- Productos y servicios de consumo con parte de los costos yendo al patrocinio y comerciales de televisión (este es el caso de las cadenas de televisión japonesas como TV Asahi y TV Tokyo que dependen en gran medida del patrocinio, situación similar a las cadenas filipinas como ABS-CBN, 5 y GMA)